# 24: Legacy
24: Legacy is een Amerikaanse misdaadreeks. Het is een spin-off op de reeks 24. De serie draait rond oorlogsheld Eric Carter (Corey Hawkins) en speelt af in real time. De gebeurtenissen spelen zich af drie jaar na het einde van de reeks 24.

## Verhaal
Voormalig US Army Ranger Eric Carter keert terug naar de V.S. na een missie om terrorist Sheikh Ibrahim bin-Khalid te elimineren. Hij komt er al snel achter dat de leden van zijn team een voor een worden geëlimineerd omdat terroristen op zoek zijn naar een belangrijke USB-stick. De stick bevat een lijst met terreurcellen in de V.S. en de codes om deze te activeren voor toekomstige aanvallen op Amerikaanse bodem. Carter roept de hulp in van de CTU om zijn leven te redden en gaat zelf actief op jacht naar de terroristen om Amerika te behoedden voor zware aanslagen.

## Rolverdeling
| Personage          | Gespeeld door     | Functie                                                                           |
| ------------------ | ----------------- | --------------------------------------------------------------------------------- |
| Eric Carter        | Corey Hawkins     | Special agent                                                                     |
| Rebecca Ingram     | Miranda Otto      | Vrouw van de senator en voormalig hoofd CTU                                       |
| Nicole Carter      | Anna Diop         | Vrouw van Eric Carter                                                             |
| Keith Mullins      | Teddy Sears       | Oudere broer van Eric Carter                                                      |
| Andy Shalowitz     | Dan Bucatinsky    | Computeranalist                                                                   |
| Mariana Stiles     | Coral Peña        | Computeranalist                                                                   |
| Ben Grimes         | Charlie Hofheimer | Eric's voormalige teamgenoot die last ondervindt van PTSS.                        |
| Nilaa Mizrani      | Sheila Vand       | Campagneleider van senator John Donovan                                           |
| Jadalla bin-Khalid | Raphael Acloque   | Universiteitsstudent die zijn overleden vader zijn terrorismewerk wil voortzetten |
| Henry Donovan      | Gerald McRaney    | Vader van senator John Donovan                                                    |
| John Donovan       | Jimmy Smits       | Senator en presidentskandidaat en man van Rebecca Ingram                          |